# 米宁和波扎尔斯基广场

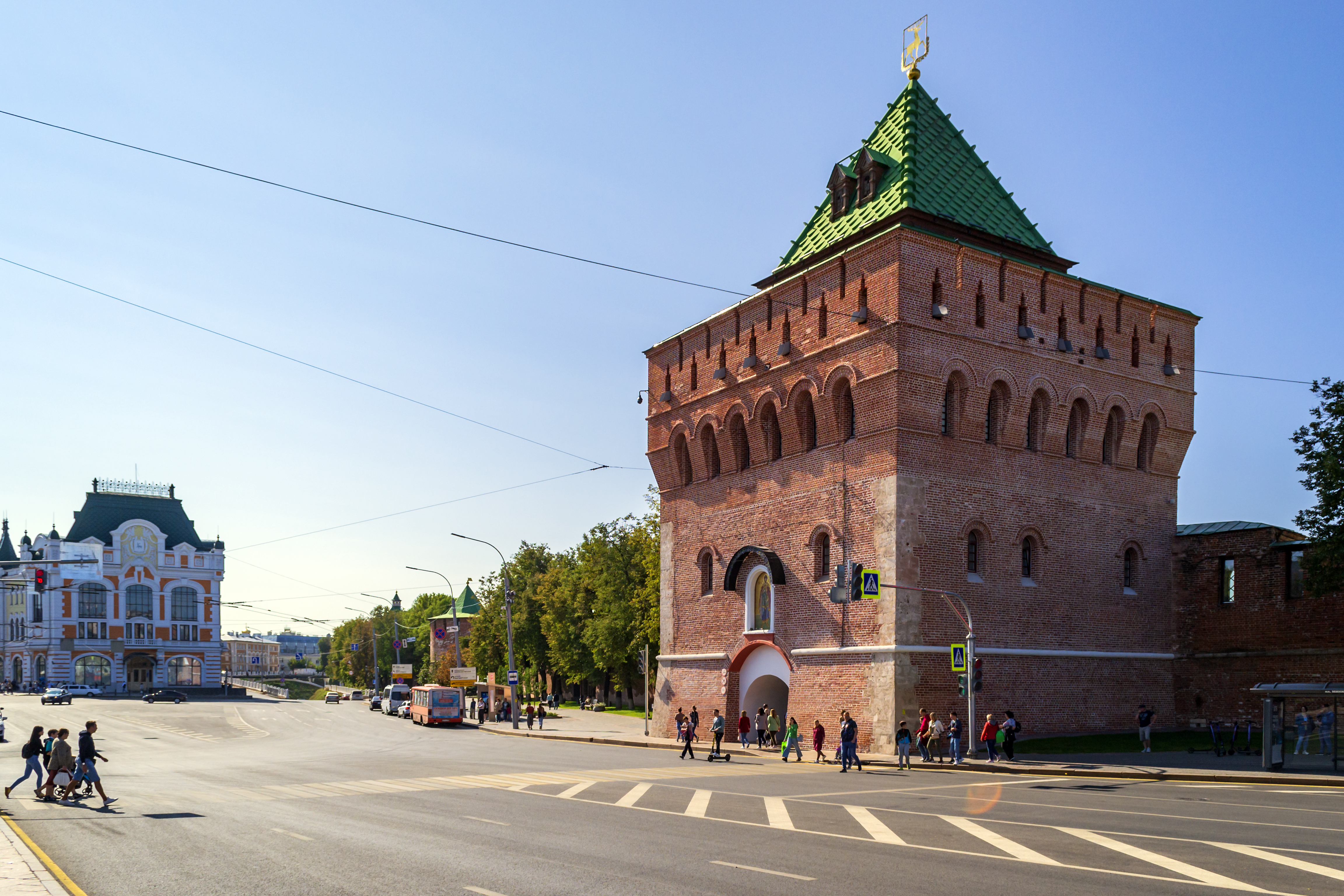

米宁和博扎尔斯基广场(俄语：Площадь Минина и Пожарского）是下诺夫哥罗德的主广场。 它是城市的社会和文化中心，重要的庆祝活动都在这里举行。 它位于克里姆林宫东南侧的尼兹哥罗德斯基市区。
广场连接着城市的主要街道：如博尔瓦亚·波夫斯克，瓦尔瓦斯卡亚，乌里扬诺夫，明宁，上伏尔加路堤和下泽伦斯基等道路。 在广场周围也有许多建筑古迹，如米宁大学，下诺夫哥罗德州立大学和医学院，纪念碑，展览馆，以及该市的第一个城市喷泉。
广场同时可以作为道路，但在假日或其他公共活动时的时候往往会关闭。